# غشائية نورويتشية
غشائية نورويتشية (الاسم العلمي: Hymenobacter norwichensis) هي نوع من البكتيريا، سلبية الغرام، تتبع جنس غشائية.